# Kolunić
Kolunić (en serbe cyrillique : Колунић) est un village de Bosnie-Herzégovine. Il est situé dans la municipalité de Bosanski Petrovac, dans le canton d'Una-Sana et dans la fédération de Bosnie-et-Herzégovine. Selon les premiers résultats du recensement bosnien de 2013, il compte 249 habitants.
Kolunić est également connu sous le nom de Kolonić.

## Histoire
Sur le territoire du village se trouve le site de Crkvina qui abrite les vestiges d'une église médiévale et une nécropole comportant une cinquantaine de stećci, un type particulier de tombes médiévales ; le site est inscrit sur la liste des monuments nationaux de Bosnie-Herzégovine.

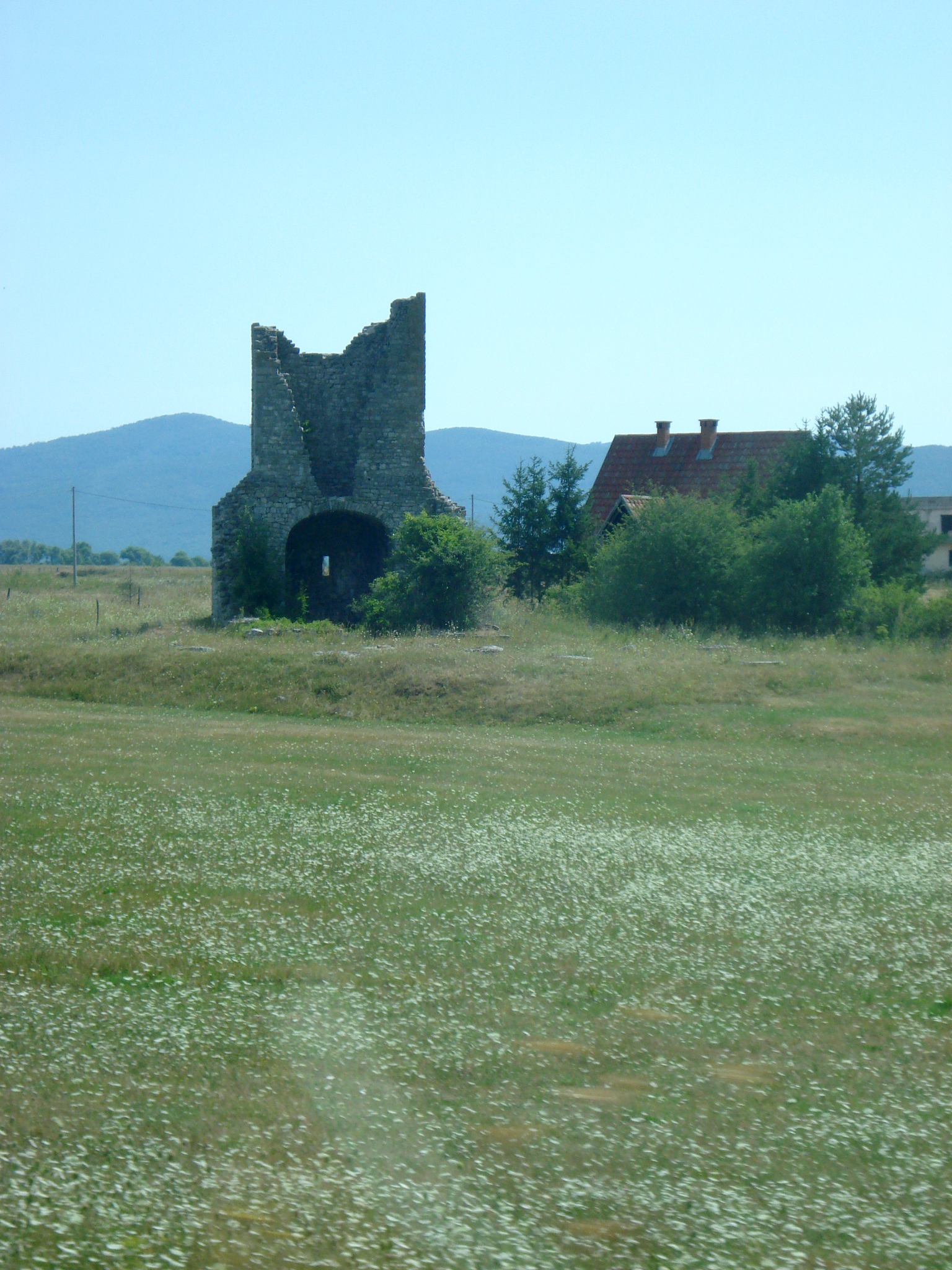
Le site de Crkvina

## Démographie

### Évolution historique de la population
| 1948 | 1953 | 1961 | 1971 | 1981 | 1991 | 2013 |
| ---- | ---- | ---- | ---- | ---- | ---- | ---- |
| -    | -    | 828  | 678  | 579  | 521  | 249  |

|  |

### Communauté locale
En 1991, la communauté locale de Kolunić comptait 666 habitants, répartis de la manière suivante :